# Dekomunizacija
Dekomunizacija je naziv za inicijativu oslobađanja različitih postsocijalističkih i tranzicijskih društava u procesu restauraciije kapitalizma od utjecaja komunističkh ideja. Označava postupke prevladavanja naslijeđa socijalističkih država ustanova, kulture i psihologije. Po nekima je slična denacifikaciji nakon nacionalsocijalizma, dok je po drugima nastavak hladnoratovskog širenja antikomunističke histerije. Pojam se najčešće primjenjuje u zemljama bivšeg istočnog bloka kako bi opisao niz zakonskih i državnih promjena u procesu restaurizacije kapitalizma.
Dekomunizaciju su pokrenule partitokracija na različite načine u različitim državama. Kao svrha se navodii sveobuhvatna demokratizacija država i raskid s komunističkom političkom, povijesnom te i pravnom prošlošću. Obuhvaća između ostalog zakonsku zabranu o vršenju javnih dužnosti (parlamentarni zastupnici, sudci, novinari itd.) za članove i aktiviste bivše komunističke partije. Drugi element je zakonska obaveza za odstranjivanje imena i simbola socjalizma iz javnog prostora kao na primjer dekomunizacija naziva ulica i trgova.

## Suočavanje s komunističkim zločinima

### Institucije koje vode istrage
- Kambodža - Izvanredna vijeća u sudovima Kambodže
- Češka - Ured za dokumentaciju i istraživanje zločina komunizma
- Slovačka - Institut nacionalnog pamćenja - Ústav pamäti národa (Sk)
- Estonija - Međunarodne komisije za istraživanje zločina protiv čovječnosti
- Njemačka - Savezni povjerenik za arhiv Stasi (BStU)
- Mađarska - Institut za povijest Mađarske revolucije 1956.
- Litva - Litvanski centar za istraživanje genocida i otpora
- Poljska - Institut nacionalnog sjećanja - Komisija za suđenje zločina protiv poljskog naroda
- Rumunjska - Institut za istraživanje komunističkih zločina u Rumunjskoj
- Ukrajina - Institut nacionalnog sjećanja - Інститут національної пам'яті

## Primjeri
Češki pisac i disident Milan Kundera navodi kao su se neko bivši komunisti preko noći „prešli“ od predavača, primjerice predmeta „planska ekonomija“ (naziv za sociijalistički dirigiranu ekonomiju), u predavače predmeta „ekonomija slobodnog tržišta“ ili od nastavnika koji su predavali marksisam i tada kritizirali njegove protivnike u demokrate.
Bivši komunisti vratili su se na vlast u gotovo svim post-sovjetskim državama, uključujući i Rusiju, a većina njih odriće se svoje komunističke prošlosti. Isto se dogodilo u nekim istočnoeuropskim državama i juggoslavenskim državama.

## Lustracija
U zemljama poput Poljske provedena je lustracija kojom se ograničavalo bivšim komunistima sudjelovati u državnoj politici. Osobito je zabranjeno pouzdanicima ili djelatnicima iz komunističke tajne policije zauzimati političke pozicije ili djelatnost u državnoj službi.